# Metaphidippus carmenensis
Metaphidippus carmenensis är en spindelart som först beskrevs av Chamberlin 1924.  Metaphidippus carmenensis ingår i släktet Metaphidippus och familjen hoppspindlar. Inga underarter finns listade i Catalogue of Life.